# Stenterello

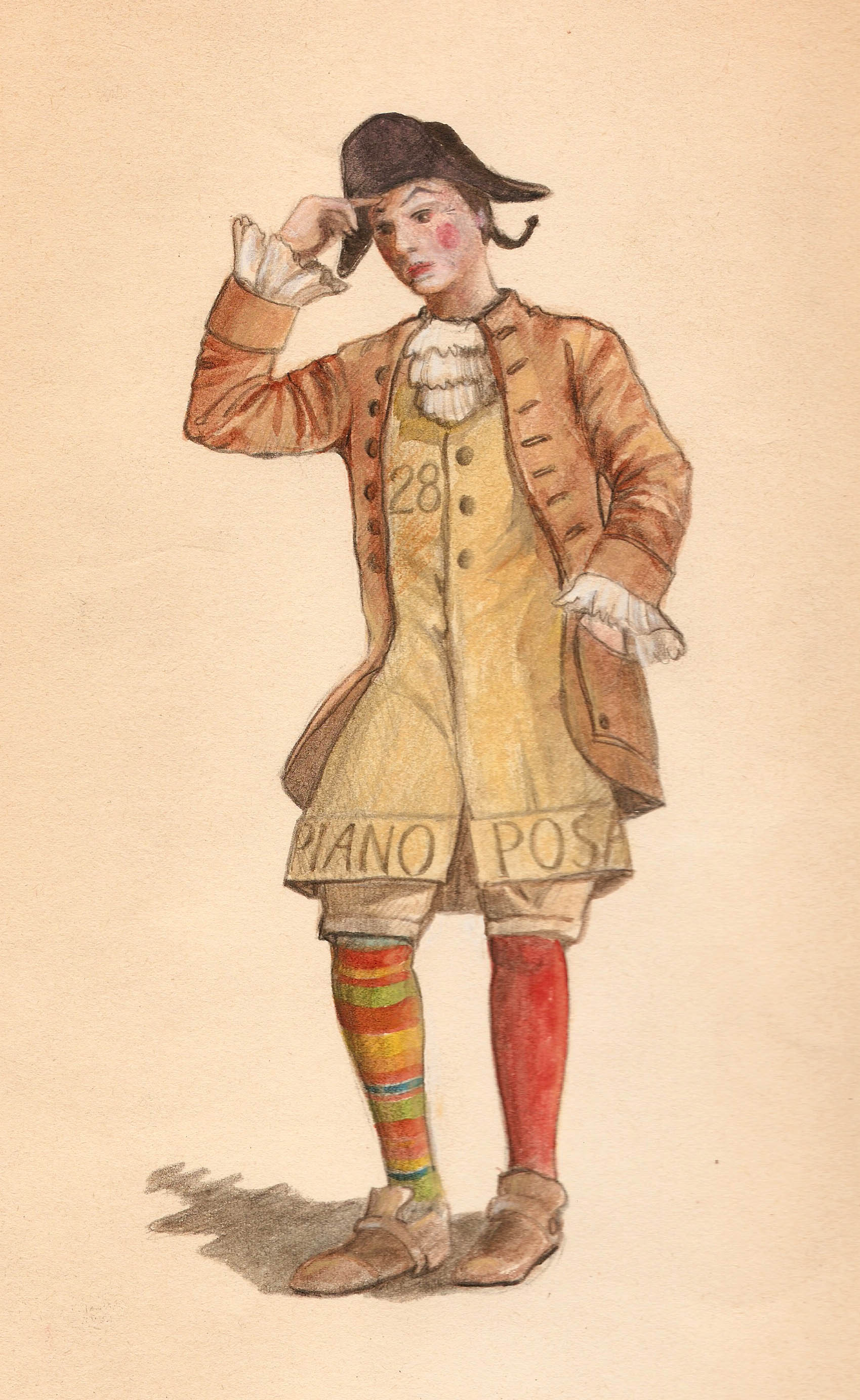
Stenterello in una pittura del 1800

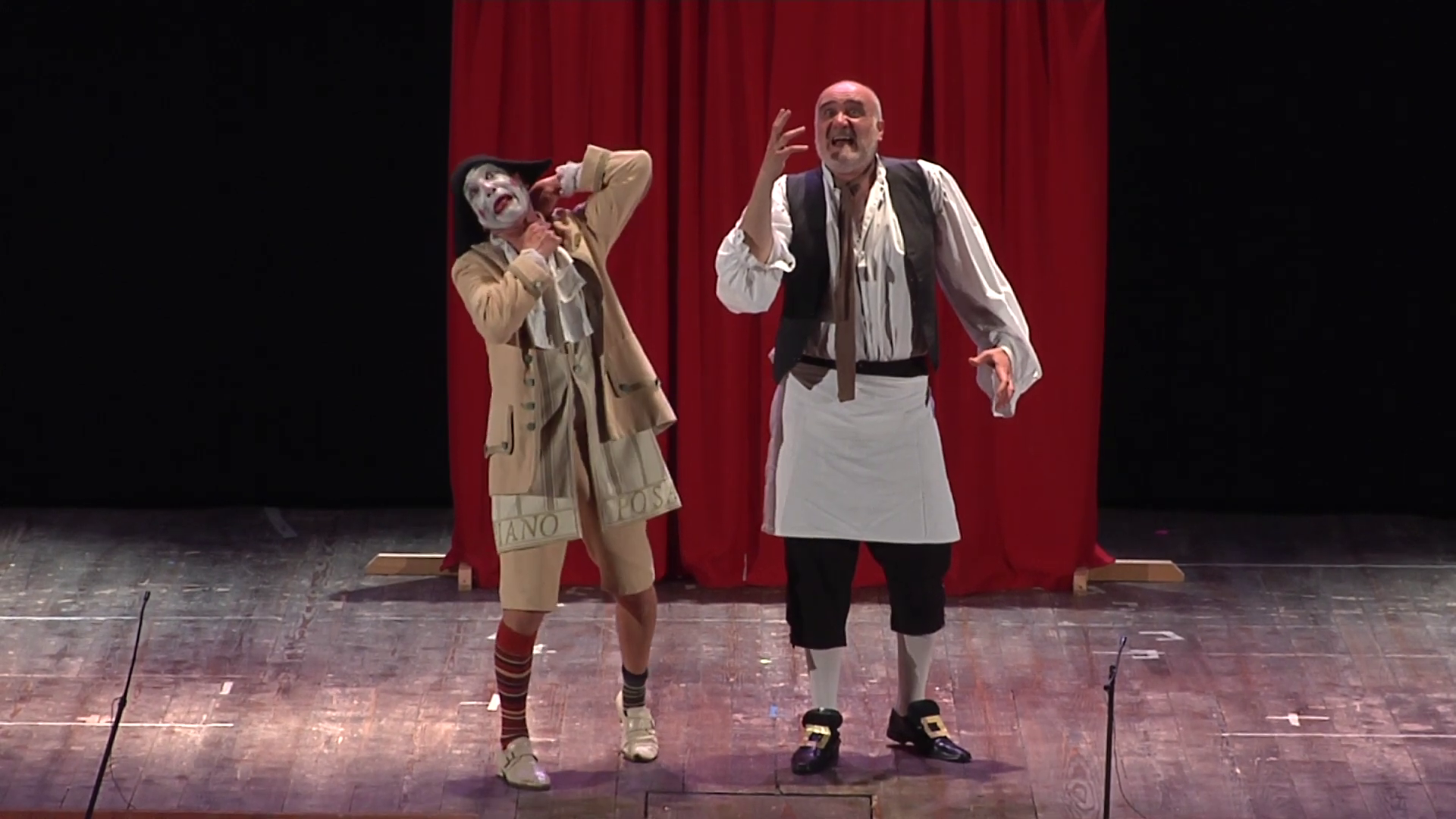
Foto di scena di Stenterello in Ginevra degli Almieri sepolta viva a Firenze con Sauro Artini e Alessandro Calonaci

Stenterello è la maschera tradizionale di Firenze. Conosciuto come l'unica maschera del Carnevale e del Teatro fiorentino, secondo le testimonianze di Pellegrino Artusi e Pirro Maria Gabrielli, fu anche l'ultima maschera della commedia dell'arte antica. 

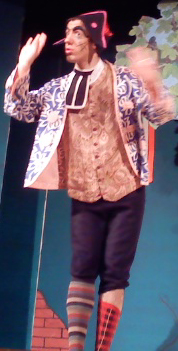
Stenterello al Teatro Reims di Firenze interpretato da Lorenzo Andreaggi

## Creazione
Stenterello fu ideato nel XVIII secolo dall'attore fiorentino Luigi Del Buono (1751-1832), creatore di brillanti commedie popolari.
Del Buono era, proprio come il suo personaggio Stenterello, magro, sparuto, gracilissimo, come colui "che pare cresciuto a stento". Piccolo di statura, di carnagione giallastra, la fronte spaziosa e le ciglia arcuate, aveva una naturale predisposizione alla recitazione briosa e alla composizione di dialoghi comici sia in versi sia in prosa.
Di mestiere orologiaio, Del Buono aveva la bottega in piazza del Duomo, vicino all'Arco de' Pecori (via de' Pecori), ma la grande passione per il teatro lo portò a entrare, a venticinque anni, nella compagnia Giorgio Frilli e negli anni 1778-1779 diviene direttore degli Accademici Fiorentini al teatro Ognissanti. Nel 1782 sceglie definitivamente la carriera artistica vendendo la bottega d'orologiaio, e tre anni dopo entra nella compagnia di Pietro Andolfati, dove si specializza come caratterista. Abbatte nel 1791 la propria compagnia, e arriva all'apice del successo fondendo in un'unica figura tutte le caratteristiche dei suoi personaggi. Una figura che il popolo chiamò scherzosamente Stenterello.
Gli Stenterelli successivi non furono sempre mingherlini e secchi, così come era lo stesso Del Buono. Ognuno lo impersonava secondo la propria persona e il proprio stile di recitazione. Il soprannome, di uso comune in Toscana, veniva dato a bambini e uomini "cresciuti con istento". Anzi, sembra che anche il Del Buono avesse fin da piccolo questo soprannome a causa del suo fisico stentato. Raffaello Landini - tra i più vicini al Del Buono - ricordando l'origine della maschera, raccontava che l'amico aveva preso l'idea del personaggio dai modi di fare e di essere di un mendicante, che stava sotto un tabernacolo di via della Scala. Per il linguaggio pareva essersi ispirato al garzone di un barbiere che parlava argutissimo.

## Caratteristiche
Dal naso prominente, Stenterello è il tipico personaggio fiorentino chiacchierone, pauroso e impulsivo; ma anche saggio, ingegnoso e pronto a schierarsi dalla parte del più debole, benché la tremarella gli metta spesso i bastoni tra le ruote: ed è in questo contrasto il fulcro della comicità.
Assieme alla risposta pronta, ha sempre battute pungenti, espresse in vernacolo fiorentino, non volgare ma mite e brioso; come riporta infatti l'Artusi: 
In esso è raffigurato il popolano fiorentino, di bassa estrazione, il quale oppresso da avversità e ingiustizie, ha in sé sempre la forza di ridere e scherzare.
La tecnica preferita con cui Stenterello parla all'immaginazione popolare, per eccitarne il riso, è il bisticcio, ovvero la vicinanza di parole differenti di significato e di suono simile: "M'inchino fino all'imo, e il primo imprimo nella mente dell'amante  : si rammenti i miei tormenti non mai spenti anzi più spanti...", dandogli maggiore effetto tramite una veloce parlantina.
Tuttavia, a seconda dell'interprete, Stenterello poteva anche lanciare talvolta frasi sboccate e lasciarsi andare a gesti audaci: si ricorda che Lorenzo Cannelli veniva accusato di interpretarlo con troppa volgarità, e per questo il suo Stenterello aveva meritato il cognome di Porcacci.
Contro queste travisate interpretazioni che portarono alla fine della maschera, si misero persone del calibro di Giuseppe Giusti, che satiricamente intimava: "Zitto, l'equivoco/Di Stenterello,/Che sa di bettola/E di bordello!/"
Il personaggio popolare con il tempo viene circondato da un alone di carattere politico. Il suo acume e le sue battute, a pari passo con i tempi, colpiscono i francesi "invasori", gli stranieri, poi i principi che si frapponevano alle aspirazioni d'indipendenza italiane.
Il costume di Stenterello è allegro e frizzante come il personaggio e ricorda l'epoca della sua nascita: il Settecento. Partendo dall'alto ha il tricorno nero o una lucerna con fregio, una giacca (zimarra) o giubba a falde di color azzurro chiaro o blu, sopra una sottoveste sgargiante, panciotto giallo canarino, dei calzoni corti neri (a volte neri e verdi), una calza di cotone rossa e una fantasia, o due diverse tra loro ma a righe, scarpe a fibbia basse, e una parrucca bianca con codino all'insù. Abiti stenterelleschi inventati dallo stesso Luigi Del Buono.
Da una riproduzione della maschera dello stesso Luigi Del Buono si vede sulla sottoveste una bottiglia disegnata, verosimilmente di vino, che ne potrebbe sottolineare un aspetto di beone, e si legge la rivelatoria parola posapiano, altro modo di dire fiorentino che svela un altro aspetto della sua sfaccettata personalità.
Altri attori che impersonarono Stenterello usavano truccarsi il volto rendendolo pallido e sbiadito, con segni rossi sul viso, e segni forti agli angoli degli occhi e della bocca (riproducendo le cicatrici che Stenterello si narrava avesse), con le sopracciglia grandi ad arco, riproducevano così il volto, esagerato nella parodia del suo personaggio, di Luigi Del Buono.

## Citazioni

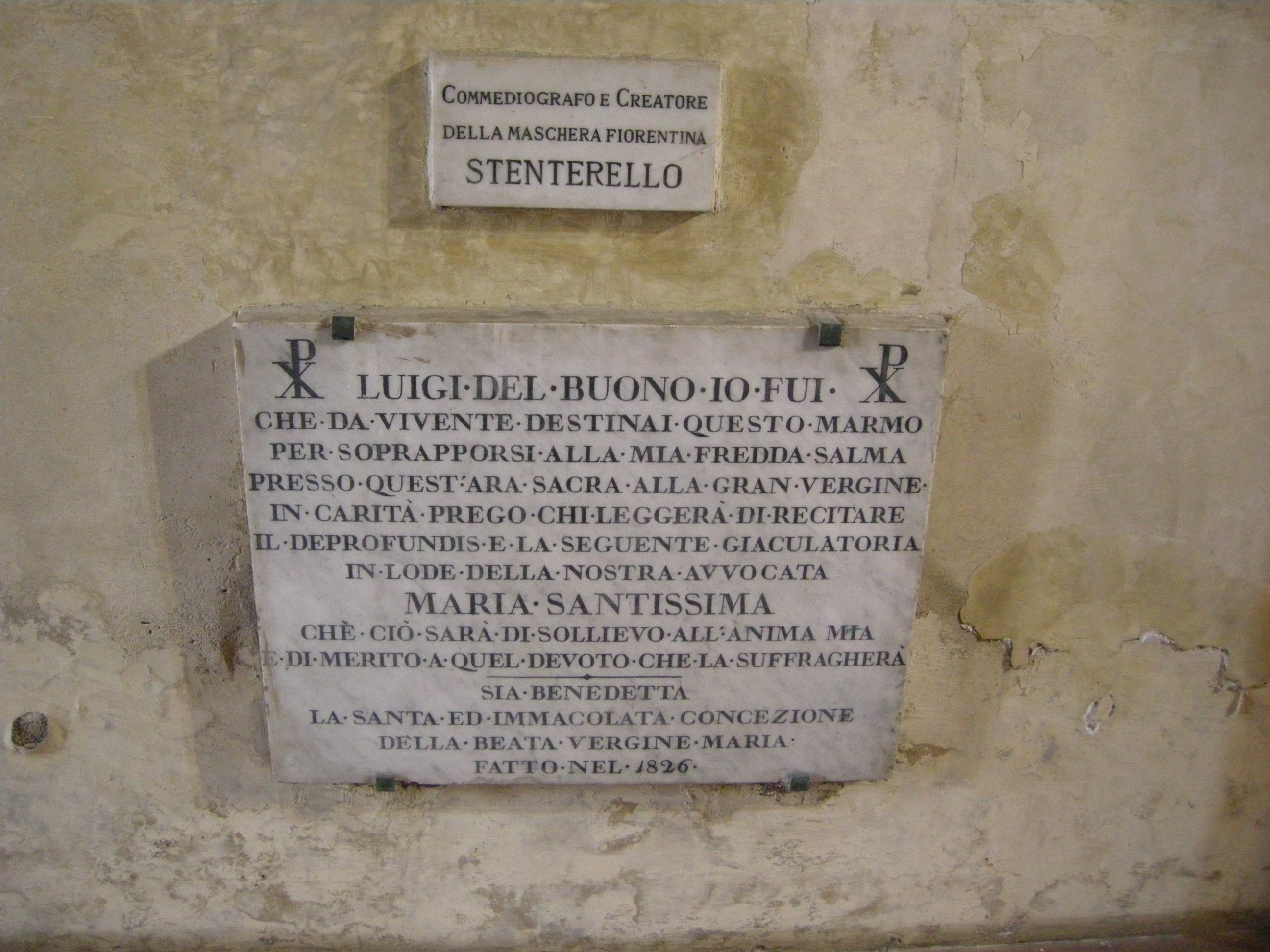
Lapide di Luigi del Buono in Ognissanti (Firenze)

Stenterello ha fatto talmente parte dell'immaginario fiorentino che molte persone hanno coniato modi di dire sulla sua figura. Persino in italiano si intende per estensione una persona allampanata, gracile e goffa.
Anche il Carducci in Davanti San Guido (vv. 83-84) per attaccare quelli che sulla scia del Manzoni tentavano di imitarlo non riuscendoci, cadendo nel ridicolo poetico, inserendo nei loro scritti parole e frasi fiorentine, così scrisse: "... la favella toscana, ch'è si sciocca/ nel manzonismo de gli stenterelli".
Pellegrino Artusi nel suo La scienza in cucina e l'Arte di mangiar bene, ricorda che la cucina "...è una brinconcella; spesso e volentieri fa disperare, ma dà anche piacere...", e riportando la ricetta delle Frittelle di tondone scrive: "Se non sapete cosa sia un tondone, chiedetelo a Stenterello che ne mangia spesso perché gli piace...".
Lo Stenterello fu un periodico satirico risorgimentale pubblicato a Firenze negli anni 1848 e 1849. Prese il nome dalla maschera tradizionale fiorentina.

## Interpreti di Stenterello
- Luigi Del Buono (1751-1832)
- Gaetano Cappelletti
- Lorenzo Cannelli (in scena nel 1855)
- Augusto Bargiacchi
- Amato Ricci
- Raffaele Landini (1823-1884)
- Ludovico Corsini
- Alceste Corsini
- Zanobi Bartoli (in scena nel 1895)
- Andrea Niccoli (1862-1917)
- Arrigo Chiostrini (anni '20 del '900)
- Vasco Salvini (in scena dal 1925 al 1930)
- Carlo Staccioli, coi suoi burattini (1915-1971)
- Mario Fanfulla (in scena nel 1972)
- Lorenzo Buti
- Giovanni Nannini (in scena nel 1991)
- Enrico Spinelli, coi Pupi di Stac (dal 1993)
- Andrea Nannelli (in scena nel 1998)
- Marco Venienti (in scena nel 2006)
- Giovanni Casini Raggi
- Alessandro Riccio (in scena nel 2008-2009-2012)
- Sauro Artini (In scena dal 2006 al 2012 e nel 2017-2019-2020-2023-2024)
- Lorenzo Andreaggi (in scena nel 2009, 2019, 2020, 2022, 2023 e 2025)
- Iacopo Biagioni (in scena nel 2025)

## Commedie teatrali con protagonista Stenterello
- 1858 Stenterello donna per forza, ovvero: Lo sposo burlato, (Libraio Editore Firenze)
- 1869 Stenterello viaggiatore in sogno, di Vincenzo Bellagambi Fiorentino (Ducci Editore Firenze)
- 1870 Gli amori di Stenterello, ovvero: una borsa in quarta generazione, di Zanobi Bartoli (Ducci Editore Firenze)
- 1871 Stenterello venditore di giornali, ossia: Miciolle e Lachera di ritorno dall'altro mondo, di Enrico Piazzesi (Ducci Editore Firenze)
- 1871 Stenterello pizzicagnolo a Roma, di Zanobi Bartoli (Ducci Editore Firenze)
- 1871 Le vacche cinesi, di Luigi Bellotto (Ducci Editore Firenze)
- 1871 Il giovane del notaro, di Mata (Ducci Editore Firenze)
- 1872 Flaminio pazzo per amore con Stenterello (Ducci Editore Firenze)
- 1874 Stenterello asino d'oro, di Luigi Forti (Salani Editore Firenze)
- 1874 Stenterello sensale, corista e poeta (Salani Editore Firenze)
- 1874 Le streghe di Benevento con Stenterello medico per combinazione (Salani Editore Firenze)
- 1875 Stenterello fanatico per farsi bastonare, (Ducci Editore Firenze)
- 1880 Stenterello servitore a Firenze e polchista a Parigi (Salani Editore Firenze)
- 1880 Stenterello e sua figlia comici ambulanti (Salani Editore Firenze)
- 1880 Il morto del mantello rosso (Salani Editore Firenze)
- 1887 La Cavolaja di Firenze, ovvero: la caduta del terribile Duca di Atene con Stenterello scopritore dei trabocchetti e difensore dell'innocenza (Salani Editore Firenze)
- 1887 Denaro, gloria e donne (Salani Editore Firenze)
- 1887 Ginevra degli Almieri, sepolta viva in Firenze (Salani Editore Firenze)
- 1887 I due Stenterelli gemelli, uno ladro in campagna e l'altro galantuomo in città (Salani Editore Firenze)
- 1887 La gran giornata di Stenterello, servo di un imbroglione (Salani Editore Firenze)
- 1887 Il tremendo Leone di Montecristo (Salani Editore Firenze)
- 1887 Guerrino detto il Meschino, agli alberi del sole (Salani Editore Firenze)
- 1887 Giuseppe Mastrilli, assassino per amore (Salani Editore Firenze)
- 1890 Il matrimonio di Stenterello dopo la sua morte, (Gussoni Editore Milano)
- 1894 Stenterello imbrogliato da un facchino della ferrovia, di Zanobi Bartoli (Salani Editore Firenze)
- 1894 Il regalo di Stenterello alla sua sposa in una cassa da morto, di Zanobi Bartoli (Salani Editore Firenze)
- 1894 Stenterello spaventato dai letti che volano, di Zanobi Bartoli (Salani Editore Firenze)
- 1896 Stenterello servo di un disperato, di Augusto Bargiacchi (Salani Editore Firenze)
- 1896 In cerca d'un amico, monologo di Augusto Bargiacchi (Salani Editore Firenze)
- 1898 L'ombra di Rinaldo con Stenterello spaventato dal supposto morto (Salani Editore Firenze)
- 1901 I tre gobbi della Gorgona con Stenterello facchino ubriaco (Salani Editore Firenze)
- 1907 I due orsi con Stenterello mercante di bestie, finto orso e ballerino per forza, di Zanobi Bartoli (Salani Editore Firenze)
- 1910 Stenterello in mare (Salani Editore Firenze)
- 1912 La foresta del terrore, ovvero: I quaranta briganti arrosto con Stenterello cuoco dei briganti e custode delle donne (Salani Editore Firenze)
- 1912 Il terribile Gregorio Passaponti (Salani Editore Firenze)
- 1912 Il covo degli amanti (Salani Editore Firenze)
- 1912 La gazza ladra (Salani Editore Firenze)
- 1912 Stenterello Homme Blasé, ovvero: Il valzer infernale e un bagno a morte (Salani Editore Firenze)
- 1912 La strada della galera (Salani Editore Firenze)
- 1912 Matilde regina di Granata (Salani Editore Firenze)
- 1912 Stenterello scroccone, testiera parlante e mezzano di nuovo conio (Salani Editore Firenze)
- 1912 Stenterello asino per amore, di Lorenzo Cannelli (Salani Editore Firenze)
- 1912 Il giuoco del Lotto, monologo di Lorenzo Cannelli (Salani Editore Firenze)
- 1913 Le novantanove disgrazie di Stenterello (Salani Editore Firenze)
- 1913 Il trionfo dei macellari, ovvero: Gli ultimi tre giorni di carnevale (Salani Editore Firenze)
- 1913 Nobiltà e plebe (Salani Editore Firenze)
- 1913 Una pagina sconosciuta nella vita del gran Re Vittorio Emanuele (Salani Editore Firenze)
- 1913 I due gobbi, ossia: La confusione della somiglianza (Salani Editore Firenze)
- 1913 Gelosie d'amore (Salani Editore Firenze)
- 1913 Mia figlia all'incanto (Salani Editore Firenze)
- 1913 Lo specchio parlante, ovvero: Odio e amore (Salani Editore Firenze)
- 1913 I ridicoli amori di Pasquino e Marforio (Salani Editore Firenze)
- 1913 La vendetta di Gaspero Fontana (Salani Editore Firenze)
- 1914 Stenterello servitore di due padroni (Salani Editore Firenze)
- 1914 Le mogli: disperazioni dei mariti (Salani Editore Firenze)
- 1914 Il trionfo dell'amore (Salani Editore Firenze)
- 1915 Stenterello cenciaiuolo di Firenze (Salani Editore Firenze)
- 1915 La locanda dei vagabondi (Salani Editore Firenze)
- 1915 La Breccia di Porta Pia, ovvero: I prigionieri di Castel Sant'Angelo (Salani Editore Firenze)
- 1915 La famiglia dei colli torti, ovvero: Stenterello morto a Legnaia e resuscitato a Firenze (Salani Editore Firenze)
- 1915 Il reo in carrozza e l'innocente in galera (Salani Editore Firenze)
- 1915 Giovanni Maria Visconti, duca di Milano (Salani Editore Firenze)
- 1916 Stenterello a Tunisi, cuoco per forza, schiavo di un corsaro e condannato ad essere impalato vivo (Salani Editore Firenze)
- 1916 Il diavolo e la fata (Salani Editore Firenze)
- 1916 Il medico e la morte, ovvero: Le cinque giornate di Stenterello ciabattino (Salani Editore Firenze)
- 1916 Mia moglie nel pozzo! (Salani Editore Firenze)
- 1916 Roberto il diavolo (Salani Editore Firenze)
- 1916 La Cenerentola (Salani Editore Firenze)
- 1917 Stenterello servitore di quatto padroni, ovvero: Messaggiere francese, araldo spagnuolo, servitore inglese e cameriere italiano (Salani Editore Firenze)
- 1917 Corradino cuor di ferro (Salani Editore Firenze)
- 1918 Stenterello lupinaio, ovvero: Il ritorno inaspettato dall'America (Salani Editore Firenze)
- 1918 Stenterello fanatico per le donne (Salani Editore Firenze)
- 1918 Stenterello spaventato dalle fate nella soffitta misteriosa (Salani Editore Firenze)
- 1918 I veri miserabili di Firenze (Salani Editore Firenze)
- 1918 Le avventure di Stenterello al veglione, di Cesare Barbieri (Salani Editore Firenze)
- 1918 La storia di Stenterello, un monologo - conferenza di Cesare Conti
- 1919 Stenterello in mare da Livorno a Portoferraio (Salani Editore Firenze)
- 1919 Stenterello ai bagni di Montecatini (Salani Editore Firenze)
- 1919 Pia de' Tolomei (Salani Editore Firenze)
- 1919 I pescatori del Rodano, ossia: Il ritorno da Terra Santa (Salani Editore Firenze)
- 1919 Don Giovanni Tenorio (Salani Editore Firenze)
- 1920 Stenterello ai Bagni, confuso fra due padroni e innamorato d'una cameriera
- 1920 Stenterello burlato da una giovane, perseguitato da una vecchia, e tormentato dalle supposte streghe (Salani Editore Firenze)
- 1920 L'infamata, ovvero: La donna infernale (Salani Editore Firenze)
- 1920 La bigotta e il diavolo confessore (Salani Editore Firenze)
- 1921 Stenterello barbiere dei pazzi, ovvero: Susanna in mezzo ai Vecchioni (Salani Editore Firenze)
- 1921 L'uomo misterioso (Salani Editore Firenze)
- 1921 Le prigioni di Boston (Salani Editore Firenze)
- 1922 Centosettanta ottave contate da Stenterello (Salani Editore Firenze)
- 1923 Il bambino bizzoso con Stenterello, di Gina Pagani (R. Bemporad & figlio)
- 1924 Stenterello e il granduca, di Ferdinando Paolieri
- 1927 Stenterello: Operetta italiana in 3 atti, di Luigi Bonelli, Ferdinando Paolieri con musiche di Alfredo Cuscinà
- 1930 La favola amorosa con Stenterello rivale del padrone, di Giacomo Lumbroso
- 1933 Darò mia figlia al miglior offerente e altre Stenterellate, di Giuseppe Cocchiera (Roma Editore Formiggini)
- 1937 La Befana di Stenterello alla sua sposa, di Lorenzo Buti
- 1980 Stenterello va alla luna....., di Antonino Milana
- 1998 Stenterello Rovinati cerca moglie, di Adelaide Foti
- 2008 C'è Del Buono in Stenterello, di Alessandro Riccio
- 2019 Le barzellette di Stenterello, di Lorenzo Andreaggi
- 2023 230 volte Stenterello!, di Lorenzo Andreaggi, Francesco Degl'Innocenti, Liliana Fusi